# Presbytère du Petit-Bornand-les-Glières
Le presbytère du Petit-Bornand-les-Glières est situé sur la commune de Le Petit-Bornand-les-Glières, village du Faucigny, sur le CD 12 reliant Saint-Pierre-en-Faucigny à Saint-Jean-de-Sixt, en Haute-Savoie, France. L'édifice est inscrit au titre des monuments historiques en 1985.

## Localisation
L'énorme bâtisse est située en face de l'église, au bord de la rivière Borne en contrebas du CD 12.

## Historique
Le curé était fils de châtelain, de fermier seigneurial ou de notaire.

### De la fondation à la Révolution
Il semblerait que ce fut au XIVe siècle, sous l'administration de Jean de Verboux, abbé d'Entremont de 1395 à 1412 que commence la construction du presbytère de Petit-Bornand.
Le 20 août 1411, l'évêque Jean II de Bertrand visite la paroisse de Parvi-Bornandi, forte de soixante feux et d'un revenu de 80 florins, tenue par le curé don Jean de Burdignin.
En 1543, don Jacques de Savoye est le quatrième curé de la paroisse, c'est un homme d'importance, il est : « Protonotaire apostolique, abbé d'Entremont et de Pignerol, prieur de Talloires et curé du Petit-Bornand », ses armoiries sont gravées à gauche du porche de la cure.
Ces armoiries sont celles de la maison de Savoie traversées d'une barre. Notons qu’elles seront relevées au même endroit lorsqu'on rebâtit la cure et qu'elles seront abîmées pendant la Révolution. Les armes sont encore visibles aujourd'hui.
Le dimanche 19 avril 1626, la cure reçoit la visite de monseigneur l'évêque, Jean-François de Sales, ex-curé du lieu et dont le frère saint François de Sales fut occupant de juin 1597 à juin 1598 en tant que curé du lieu. Il est accompagné de messire Jean Rolland, prêtre et chanoine de la cathédrale et visiteur général de l'évêché, on apprend par son rapport que : « le curé possède 8 journaux de terre situés autour du presbytère, en la dîme sur tous les grains, ainsi que sur le lin et le chanvre, en les prémices des agneaux. Le revenu en grains s’élève à 80 coupes de froment et autant d'orge et 360 coupes d'avoine et aux dons de chacun lors de la bénédiction des têcles (cultures) et des chalets ».
Une nuit de 1668, un violent incendie ravage la cure. Le feu est d'une extrême violence, il consume tous les meubles de Simon Cauly, curé, mais aussi les archives, et oblige le maître des lieux à sauter par une fenêtre.
Simon Cauly, 13e curé, est borniand, docteur et aumônier du duc de Savoie, il est le frère de Jean Louis Cauly, secrétaire d’État et conseiller des finances de la maison de Savoie, il a pour vicaires messieurs Cambon, Falquet et Puthod. Il est alors obligé de se retirer en la maison paternelle de La Roche-sur-Foron où il meurt le 28 avril 1669.
Reconstruit de 1780 à 1782, le maître d’œuvre en fut un dénommé Vagnat, il sera l'objet de modifications sous le patronage du curé François Perravex en 1786.
En février 1794, le presbytère et l'église paroissiale deviennent propriété de la Nation sur l'ordre du Conventionnel Antoine Louis Albitte après qu'on a piqué la pierre pour faire disparaître le nom des bienfaiteurs et les armes de divers ecclésiastiques notamment celles de monseigneur Magnin, évêque d'Annecy.

### 1942-1944: un havre de paix dans la tourmente
Dès la fin de 1942, l'abbé Jean Truffy, curé du Petit-Bornand, met le presbytère au service de la Résistance en donnant asile à ses cousins et cousines traqués par la gestapo qui avaient fui Limoges et dont le long séjour en la cure intrigua beaucoup de borniands, mais aussi aux initiateurs de la création du maquis des Glières.
L'abbé Truffy conte dans son livre (Mémoires du Curé du Maquis de Glière) quelques anecdotes représentatives de l'atmosphère qui régnait au presbytère :

« alors que je n'avais plus une seule place de libre en la cure, je vis arriver une brave femme, accompagnée de son jeune neveu (réfractaire au STO) muni d'une recommandation à mon adresse. Cette brave Tante ne voulait pas quitter son neveu qu'elle avait élevé avant de savoir qu'il serait en sûreté (...) »

« Un jour je vis arriver, après la grand-messe le chef du camp, « Clovis », qui muni de son revolver me déclara sans sourciller qu'il n'usait pas beaucoup de la religion, mais enfin qu'il avait parmi ses hommes des pratiquants et qu'il comprenait leur souffrance d'être privés de secours religieux. Alors je n'avais qu'une chose à faire ; c'était de monter leur dire la messe (...) »

« Un matin de juin (1943) à 5 heures, les murs de la Cure résonnaient sous l'appel pressant de la cloche (...) Jacques a été arrêté à la Puya, à minuit... Je bondis avec mon informateur à mon garage... Vite on sort les mitraillettes, les grenades, les boules de pain et on les enfile dans le creux du gros tilleul sur la place de l'église  (...) »

Le 1er octobre 1943 le curé de Marignier, l'abbé Gauthier, prévient le Capitaine Clair (Commandant du camp) que sa Cure n'est plus sûre et que celle de Petit-Bornand est sous surveillance rapprochée. Le capitaine Clair décide donc d'installer son PC chez « Julot » au « Nanty ».
Tom Morel est tué le 10 mars 1944 à Entremont, le curé Truffy, le 12 à 20h00, accueille au presbytère, la mère et le père de Tom venus presque clandestinement. Le curé Truffy les guidera, malgré la neige, sur le plateau de Glière le 13, afin d'assister à la sépulture de leur fils.
Le 29 mars 1944 le presbytère fut déclaré « résidence surveillée », le 30 mars le curé Truffy y est arrêté et déporté à Dachau. Le presbytère retrouva son curé Truffy en mai 1945.

### 1984: le presbytère vit-il son dernier Noël?
Dès octobre 1984, une association de défense contre la destruction du presbytère voit le jour. Elle déclarait qu'il était difficile d'imaginer qu'une si belle maison pourrait disparaître au bénéfice d'une banalité du style « néo-chalet » et d'un stationnement pour les voitures. Il était difficile d'imaginer qu'un maire puisse concevoir un tel projet. Dans un article du Le Messager, le journaliste estime que « les responsables des communes doivent gérer le passé, le présent et l'avenir ».
La première semaine de décembre 1984 voit une réunion exceptionnelle du conseil municipal à laquelle assistait : J.-C. Gaillard, maire de Petit-Bornand, Michel Meylan, conseiller général et maire de Bonneville, R. Michaud, architecte des bâtiments de France et l'abbé J. Lelièvre, curé de la paroisse. Au cours de cette importante réunion le maire insista sur le coût exorbitant que constituait la restauration du bâtiment : 40 à 50 millions de francs pour le seul toit, 200 à 250 millions de francs pour l'ensemble du bâtiment. Le projet était donc de raser le presbytère et de construire un immeuble permettant de loger le curé, le garde des eaux et forêts et de créer une salle polyvalente.
L'architecte des bâtiments de France, M. Michaud, souligne : « Un jour ou l'autre, on regrette toujours une destruction de ce genre. Il faut y réfléchir à deux fois avant de créer l'irrémédiable. Or, je sens un certain enthousiasme à l'idée de démolir cette maison (…) » L'abbé Lelièvre souligne alors son problème à chauffer 19 pièces ; pour lui le coche de la restauration est passé et il a été manqué. « Et même si vous rassembliez les fonds, je vous dirais : priorité à l'église dont le clocher est bien malade et dont la toiture est à reprendre car l'eau la traverse. » Le problème est posé. M. Meylan pense qu'il ne faut rien précipiter et établir clairement les projets et priorités. Si le presbytère est pour l'instant sauvegardé, le maire s'interroge sur le futur.
Le 14 septembre 1985, les façades, les toitures, le mur d'enceinte et le porche sont classés au titre des monuments historiques, à la suite du dossier constitué par l'Association de défense du presbytère présidée par Mme C. Périllat.

### 1987: Le Presbytère retrouve le calme
Fin 1986, après avoir surmonté de nombreux obstacles, tant administratifs qu'associatifs, une famille bornianche acquiert la bâtisse et le terrain qu'ils occuperont en juin 1987. Assumant les contraintes afférentes au classement de la liste Mérimée, le propriétaire continue à faire perdurer la vie du Presbytère.
Le presbytère ne se visite pas.

## Description
Puissante bâtisse de la fin du XVIIIe siècle (1782), le presbytère tient d'une « maison forte » du type savoyard. Un haut mur d'enceinte en pierre et un lourd portail de bois en interdisent l’accès.
Chaque façade possède un nombre différent d'ouvertures, ces mêmes ouvertures varient en taille selon qu'elles sont situées à l'adret ou à l'ubac. Le bâtiment comptait, en 1984, 19 pièces habitables. Il mesure 18 m de long, 12 m de large, 16 m de haut (depuis la cave) ; 22 ouvertures percent les façades principales et 4, plus petites, percent la façade à l'ubac, l'épaisseur des murs est de 48 cm.
Le presbytère de Petit-Bornand entre dans la définition même de ces bâtiments de la fin du XVIIIe siècle. Les archives des anciennes intendances du Genevois et du Faucigny en conservent les plans dressés par des architectes faucignerands ou piémontais. Le mur d'enceinte abritait le « jardin du curé » fait de légumes, fruits et fleurs. Un écusson épiscopal et de vieux bassins de pierre confèrent à l'ensemble robustesse et harmonie.
Ces bâtisses furent construites dans des dimensions quelque peu disproportionnées.
Le rez-de-chaussée est conçu à usage agricole et pour la conservation des denrées. Le couloir central dessert une écurie, une grande cave, un « grenier ».
Chaque curé dispose de son jardin, un « petit rural » (ensemble de terres et de prés qui forment la donation du « bénéfice »).
L'étage est réservé aux pièces d'habitation. « Le Pèle », une pièce chauffée, située à côté de la cuisine et servant de salle à manger et de chambre l'hiver, et le « contre-cœur », un renfoncement du mur séparé par une plaque de fonte et une grande chambre.
Un ample toit à quatre pans, en ardoises de Morzine, couvre le bâtiment. Les façades, dépourvues d'ornement, sont construites en appareil dit « de blocage » qui nécessite un solide crépi, seuls les angles, les « cantonnés », sont en pierres de taille, ainsi que l'encadrement des portes et fenêtres comportant parfois quelque inscription.